# Yonhap News Agency
Yonhap News Agency (deutsch Nachrichtenagentur Yonhap) ist eine südkoreanische Nachrichtenagentur mit Hauptsitz in Seoul. Yonhap liefert inländische und ausländische Nachrichten und Informationen an Zeitungen und Fernsehen. Sie wurde am 19. Dezember 1980 gegründet, nachdem sich die Hapdong News Agency und Orient Press zusammengeschlossen hatten. Yonhap hat zahlreiche Verträge mit 49 nicht koreanischen Nachrichtenagenturen und einen Austausch mit der nordkoreanischen Nachrichtenagentur Korean Central News Agency (KCNA).
Yonhap war die gastgebende Nachrichtenagentur zu den Olympischen Sommerspielen 1988 in Seoul und wurde zweimal in die OANA gewählt.